# بيوما
بيوما (بالبرتغالية: Piúma‏) هي بلدية تقع في البرازيل في إسبيريتو سانتو (البرازيل).[بحاجة لمصدر] يقدر عدد سكانها بـ 18,597 نسمة ومساحتها 73.504 كم2 .